# Alsodes cantillanensis
Alsodes cantillanensis Charrier, Correa-Quezada, Castro & Méndez-Torres, 2015 è una specie di anfibi anuri appartenente alla famiglia Alsodidae..

## Descrizione
La specie presenta il capo un po' più largo che lungo. Muso leggermente troncato se visto lateralmente. Narici con scarso rilievo e orientamento dorso-laterale, situate a metà strada tra la punta del muso e il bordo anteriore dell'occhio. Colorazione dorsale ocra, con un triangolo più chiaro sulla testa tra il bordo posteriore degli occhi e la punta del naso. Presenta inoltre la parte superiore dell'iride di colore oro-giallastro.

## Biologia
Come le altre specie del genere Alsodes, i maschi presentano tra i caratteri sessuali secondari strutture spinose sulle dita e chiazze spinose sul petto.

## Distribuzione e habitat
Questa specie è conosciuta solo per la località di Quebrada Infiernillo e un vicino sito (Quebrada Lisboa), sulle pendici occidentali delle montagne Altos de Cantillana nel centro del Cile, a 729–850 m s.l.m.. Queste località si trovano all'interno del Santuario di San Juan de Piche. L'estensione dell'areale di questa specie è ancora sconosciuta e non è certo se questa specie si trova in tutta la riserva di San Juan de Piche o se sia più ampiamente distribuita. Sulla base di queste informazioni, l'areale ha un'estensione di occorrenza di 21 km quadrati e un'area di occupazione di 20 km quadrati.

## Etimologia
Il suo nome specifico, costituito da cantillan [a] e il suffisso latino -ensis , "che vive," è stato dato in riferimento al luogo della sua scoperta, i Monti Altos de Cantillana.

## Tassonomia
L'analisi molecolare effettuata dagli autori posiziona la specie più vicina geneticamente ad A. nodosus e ad A. vanzolinii.